# Micropercops cinctus
Micropercops cinctus är en fiskart som först beskrevs av Dabry de Thiersant 1872.  Micropercops cinctus ingår i släktet Micropercops och familjen Odontobutidae. Inga underarter finns listade i Catalogue of Life.